# My Head & My Heart
My Head & My Heart è un singolo della cantante statunitense Ava Max, pubblicato il 4 dicembre 2020 come settimo estratto dal primo album in studio Heaven & Hell.

## Descrizione
Il brano è stato scritto dalla cantante assieme a Jonas Blue, Thomas Eriksen, Madison Love e Henry Walter, quest'ultimo anche produttore con lo pseudonimo di Cirkut.
La musica interpola la melodia di Around the World (La La La La La) degli A Touch of Class, cover di Pesenka del duo musicale russo Ruki Vverch.

## Promozione
Il 25 febbraio 2021 Ava Max si è esibita con My Head & My Heart al Jimmy Kimmel Live! di Jimmy Kimmel.

## Video musicale
Il video, diretto da Charm LaDonna e Emil Nava, è stato reso disponibile su YouTube il 25 febbraio 2021. La cantante ha riconosciuto che esso è in contrapposizione con i suoi precedenti video, in quanto è «in parte vulnerabile e in parte ispirato alla danza».

## Tracce
Download digitale, streaming – Jonas Blue Remix
1. My Head & My Heart (Jonas Blue Remix) – 2:59

Download digitale, streaming – Kastra Remix
1. My Head & My Heart (Kastra Remix) – 2:58

Streaming
1. My Head & My Heart – 2:54

Download digitale, streaming – Acoustic
1. My Head & My Heart (Acoustic) – 3:11

Download digitale, streaming – Claptone Remix
1. My Head & My Heart (Claptone Remix) – 3:02

## Formazione
- Ava Max – voce
- Cirkut – strumentazione, programmazione, produzione, produzione vocale, ingegneria del suono
- Earwulf – produzione
- Jonas Blue – produzione
- John Hanes – ingegneria del suono, assistenza al missaggio
- Chris Gehringer – mastering
- Șerban Ghenea – missaggio

## Successo commerciale
Nella classifica dei singoli britannica il brano ha raggiunto la 19ª posizione nella pubblicazione dell'11 marzo 2021 con 15 848 copie vendute, segnando la terza top twenty della cantante. Dopo aver raggiunto un picco di 18 tre settimane dopo grazie a 18 485 copie, è ritornato alla numero 19, mantenendola per quattro settimane e divenendo così la prima canzone a conseguire questo record nella storia della Official Singles Chart.

## Classifiche

### Classifiche settimanali
| Classifica (2020-23) | Posizione massima |
| -------------------- | ----------------- |
| Australia            | 21                |
| Austria              | 26                |
| Belgio (Fiandre)     | 23                |
| Belgio (Vallonia)    | 9                 |
| Bielorussia          | 163               |
| Bulgaria             | 2                 |
| Canada               | 21                |
| Croazia              | 1                 |
| Francia              | 72                |
| Germania             | 22                |
| Grecia               | 51                |
| Irlanda              | 17                |
| Italia               | 54                |
| Kazakistan           | 67                |
| Lituania             | 36                |
| Paesi Bassi          | 31                |
| Polonia              | 5                 |
| Portogallo           | 139               |
| Regno Unito          | 18                |
| Repubblica Ceca      | 52                |
| Romania              | 40                |
| Russia               | 3                 |
| Slovacchia           | 46                |
| Slovenia             | 4                 |
| Stati Uniti          | 45                |
| Svezia               | 90                |
| Svizzera             | 19                |
| Ucraina              | 80                |
| Ungheria             | 23                |

### Classifiche di fine anno
| Classifica (2021) | Posizione |
| ----------------- | --------- |
| Australia         | 65        |
| Belgio (Vallonia) | 50        |
| Bulgaria          | 7         |
| Canada            | 69        |
| Croazia           | 2         |
| Germania          | 75        |
| Polonia           | 38        |
| Regno Unito       | 53        |
| Russia            | 30        |
| Svizzera          | 64        |
| Ungheria          | 50        |
| Classifica (2023) | Posizione |
| Kazakistan        | 184       |

## Date di pubblicazione
| Paese                 | Data             | Formato                  | Etichetta    | Nota   |
| --------------------- | ---------------- | ------------------------ | ------------ | ------ |
| Italia                | 4 dicembre 2020  | Contemporary hit radio   | Warner Italy | [ 17 ] |
| Regno Unito           | 26 dicembre 2020 | Adult contemporary radio | Atlantic     | [ 49 ] |
| Stati Uniti d'America | 26 gennaio 2021  | Contemporary hit radio   | Atlantic     | [ 50 ] |
| Mondo                 | 29 gennaio 2021  | Streaming                | Atlantic     | [ 51 ] |
| Regno Unito           | 5 febbraio 2021  | Contemporary hit radio   | Atlantic     | [ 52 ] |